# Walter Neugebauer
Walter Neugebauer (Tuzla, 28. ožujka 1921. – München 31. svibnja 1992.), bio je hrvatski crtač stripa.

## Životopis
Walter Neugebauer rodio se je u Tuzli 1921. godine. Walterov otac, poznati zagrebački fotograf iz Gundulićeve ulice, nikad sebi nije uspio objasniti zbog čega se njegovi momci (Walter i Norbert) nipošto ne prihvaćaju nekog iole građanski pristojnijeg zanimanja, več trčkaraju oko novinskih uredništava - Walter kao bogomdani crtački virtuoz, a Norbert kao njegov scenarist. Dugi niz godina, osobito nakon što je trbuhom za kruhom i stoga "kiseo kao krastavac" otišao 1958. godine u München, zapitkivali su Waltera pri susretima u Zagrebu: "Je li točno da je svoje prve stripove donosio urednicima u kratkim hlačama?". On bi smiješeći se odgovarao: "Čudna mi čuda, tada se u kratkim hlačama išlo do velike mature, a ja sam počeo suradnju u novinama s 13-14 godina!".
Prva knjiga stripova Waltera Neugebauera na hrvatskom jeziku objavljena je tek 1992. godine i to posmrtno. Radi se o zbirci Miškecove zgode i nezgode koju je priredio Veljko Krulčić, a tiskala ju je nakladnička kuća Azur Journal kao prvi naslov svoje novopokrenute biblioteke Zagreb u stripu. Ova zbirka stripova promovirana je u Društvu književnika Hrvatske na Jelačićevom trgu, a jedan od promotora bio je prijatelj i suradnik braće Neugebauer, 'Rudi Aljinović.

### Prvi radovi
"Najprije sam nacrtao kratak strip o Nasredin hodži za Oko, odnio ga uredniku Rašiću, zgodnom starijem gospodinu, uvijek strašno elegantnom, u tamnim štraftastim hlačama i geroku. Njemu se Nasredin dopao, veli "tiskat ćemo"! U tome su "Oku" izlazili prvi radovi Andrije Maurovića, risani negrom, masnom crnom olovkom. Dakle, bio je to prapočetak zagrebačkog stripa uopće. Što se tiče honorara? - Bog bogova! Mislim da se u ono vrijeme plaćalo za stranicu gotovo pedeset dinara, to je bilo jako, jako dobro... Brat Norbert i ja bili smo oduševljeni, on se smjesta bacio na nove tekstove, ja na nove crteže. Radili smo bez predaha, od jutra do mraka." U istoj zgradi gdje se nalazila redakcija ilustriranoga subotnjeg tjednika "Oka", u Masarykovoj 28, bilo je i uredništvo dnevnika "Novosti", i Walter je među svima koji su se onuda svakodnevno muvali zapazio bučnog crnokosog deliju kojega su se obrazi tamnili i kad je bio najtemeljitije izbrijan - prvog reportera Franju M. Fuisa, a zajedno s njim i nezasitnoga gurmana koji dnevno smaže dva kilograma pečene svinjetine - propisno zalivenih! - budućeg klasika domaćeg stripa, Andriju Maurovića. Mauroviću je 36 godina, Fuisu 29 godina, a njihovom novom partneru Walteru istom 16 godina.

### Veseli vandrokaš (1938.)
Sa 17 godina (5. listopada 1938. godine) pokreće svoj prvi list, imao je 16 stranica u formatu 23 x 31,5 cm. - "U "Seljačkoj tiskari" u Frankopanskoj 12 dobili smo prostoriju za redakciju, tako da smo doista počeli izgledati žurnalistički, kao istinska redakcija. Svu administraciju je preuzela uprava tiskare. Radili smo fest! U toj se tiskari štampao i "Hrvatski dnevnik", pa sam automatski radio i za dječju rubriku toga lista. Kako sam se odranije stalno vrzmao po tiskari, upoznao sam svu tiskarsku i cinkografsku tehniku jer me je to zanimalo, tako da sam bio neko vrijeme i tehnički urednik dnevnih novina koje su se zvale "Zagrebački list" i isto su se ovdje tiskale." Oni koji su navraćali u Frankopansku 12, u redakciju Veselog vandrokaša, a prije svega u njemu surađivali, poput Marcela Čuklija (1921. – 1996.), uvjerili su se kako je "Walter i kao klinac odličan urednik". Naime: "ne samo što je bio talentiran crtač, već je bio i odličan grafičar, poznavatelj svih tehničkih mogućnosti tiskare".

### Drugi svjetski rat
Početkom Drugoga svjetskog rata na domaćim prostorima i "propašću stare Jugovine", "vandrokaši" iz "Veselog vandrokaša" više nemaju svoj zabavnik. Posvuda honorarče na sitno, dok nije iskrsnula nova ideja o novom tjedniku sa stripovima, koji isprva novinska cenzura NDH ne odobrava, ali kad dovitljivi strip Waltera Neugebauera, "Patuljak Nosko", Walter ponudi u vlasništvo onoj istoj "promidžbi" koja je otezala s dopusnicom za izdavanje, sve je riješeno: prvi broj novoga "Zabavnika" izlazi 9. svibnja 1943. godine, priređen je i tiskan u Frankopanskoj 12 gdje je rađen i tiskan "Veseli vandrokaš" (posljednji 103. broj "Zabavnika" od 9. svibnja 1945. godine bio je tiskan ali nije prodavan).
Unatoč ratnim prilikama život u redakciji "Zabavnika" (1943. – 1945.) bio je prožet mladenačkim žarom, kao što će to opisati Marcel Čukli: "Svi smo u redakciji doslovce živjeli za "Zabavnik". Kad bismo Walter i ja radili dvobroj za Božić i Novu godinu ili Uskrs, po nekoliko dana nismo izlazili iz redakcije. Od kuće su nam donosili hranu, a mi smo si kuhali neizmjerne količine kave. Kad bi nas savladao umor, zavalili bismo se u velike naslonjače i odspavali koji sat, a onda opet na posao. Osvježavali bismo se praveći viceve na račun našeg crnčenja, ali je na kraju dolazila nagrada u zadovoljnom listanju podebljeg broja "Zabavnika". Iako je vlasništvo "Zabavnika" ustupljeno državnoj upravi, cenzura nije ispuštala iz vida nijedan broj: neprjekidno se zamjeralo što u "Zabavniku" nema obilježja režima, makar u stripu o dogodovštinama dječaka Jurice kome je trebalo nacrtati kapu s ustaškim znakom. Da bi ga objavili bez kape, često su ga crtali u krevetu."Kako to da nema kapu?", gnjavili su iz cenzure. "Pa kako da ima kapu kad je u krevetu?", izvlačio se Walter, potpisan u impresumu kao "umjetničko i tehničko vodstvo" (vlasnik i izdavač "Ustaški nakladni zavod").

### Nakon rata -Veliki mitingprvi hrvatski crtani film
Nakon Drugoga svjetskog rata Walter Neugebauer je još vrlo mlad, ima 24 godine, i bavi se svim i svačim. Crta kao nikad prije, i za nekakve zidne novine, i ispisuje krilatice. U njemu sve više sazrijeva želja, latiti se vlastitoga crtanog filma. Druži se s entuzijastima koji ga potiču neka ustraje. Pridobiva Fadila Hadžića, glavnog urednika humorističkoga Kerempuha, koji pristaje kazavši: "Ako zajebeš stvar, ode mi glava". I u krugu redakcije Kerempuha počinje rad na propagandnom crtanom filmu "Veliki miting" (dovršen 1951. godine, autor scenarija humorist i novinar Mirko Trišler, duljina 567 metara, crno-bijeli). Sadržaj toga prvoga domaćeg crtanog filma, antijugoslavenski huškač Judin izmišlja razne "patke" protiv "čudovišne zemlje", tj. Jugoslavije, šalje reportera Patkina u tu zemlju itd. Danas, više od pola stoljeća kasnije, još se pamte prikazivanja "Velikog mitinga" na središnjem zagrebačkom trgu, film je trajao 22 minute.